# Liste der Museen im Landkreis Ravensburg
Die Liste der Museen im Landkreis Ravensburg beinhaltet Museen im Landkreis Ravensburg in Baden-Württemberg.
| Bezeichnung                        | Lage                              | Bemerkung               | Thema | Bild |
| ---------------------------------- | --------------------------------- | ----------------------- | --- | ---- |
| Alamannenmuseum Weingarten         | Weingarten, ehemaliges Kornhaus   |                         | Spezialmuseum zum Thema Alamannen |      |
| Automuseum Wolfegg                 | Wolfegg, Gebäudeteile des Schloss |                         | Automobile und Motorräder |      |
| Bauernhausmuseum Wolfegg           | Wolfegg                           |                         | ländliches Freilichtmuseum mit historischen Bauernhäusern                                                                                           |      |
| Bürgermuseum im Alten Kino         | Aulendorf                         |                         | Stadtgeschichte Aulendorf |      |
| Erwin-Hymer-Museum                 | Bad Waldsee                       |                         | Mobiles Reisen |      |
| Fasnetsmuseum                      | Weingarten                        | Plätzlerzunft           | Fasnet |      |
| Fasnetmuseum                       | Bad Waldsee                       | Narrenzunft Bad Waldsee | Fasnet |      |
| Feuerwehrmuseum                    | Ravensburg, Feuerwache Salzstadel |                         | Feuerwehr-Großgeräte und -Ausrüstung |      |
| Heimatmuseum in der Eselmühle      | Wangen                            |                         | Einrichtung Mahlmühle, Stadtgeschichte, mechanische Musikinstrumente, Käsereimuseum, Fasnet, Deutsches Eichendorff-Museum mit Gustav-Freytag-Museum |      |
| Humpis-Quartier                    | Ravensburg, Museumsviertel        |                         | Ravensburger Stadtgeschichte |      |
| Kirchenschatz-Museum               | Bad Waldsee, Oratorium St. Peter  |                         | Kulturexponate der Kirche |      |
| Kunstmuseum Ravensburg             | Ravensburg, Museumsviertel        |                         | Kunst |      |
| Museum für Klosterkultur           | Weingarten                        |                         | Klostertrachten, Andachtsfiguren |      |
| Museum im Kornhaus                 | Bad Waldsee                       |                         | Stadtgeschichte, Sonderausstellungen zeitgenössischer Kunst                                                                                         |      |
| Museum Ravensburger                | Ravensburg, Museumsviertel        |                         | Ravensburger |      |
| Stadtsee-Museum                    | Bad Waldsee                       |                         | Stadtsee Bad Waldsee, Funde aus dem Stadtsee |      |
| Stadtmuseum im Schlössle           | Weingarten                        |                         | Stadtgeschichte |      |
| Wirtschaftsmuseum Kreis Ravensburg | Ravensburg, Museumsviertel        |                         | Wirtschafts- und Gesellschaftsgeschichte des 19. und 20. Jahrhunderts im Landkreis Ravensburg                                                       |      |
| Zunfthaus Ölmühle                  | Bad Waldsee                       | Narrenzunft Bad Waldsee | Speiseöl-Gewinnung |      |